# Stazione di Rouen-Rive-Droite
La stazione di Rouen-Rive-Droite  è la principale stazione ferroviaria a servizio di Rouen e della sua agglomerazione, situata nel dipartimento della Senna Marittima, regione Normandia.
È servita da TGV, da treni Intercité (per le relazioni con la stazione di Parigi Saint-Lazare) e dalla rete regionale TER Normandia.
La sua apertura all'esercizio avvenne nel 1847.